# Günther Pfaff
Günther Pfaff (Steyr, 12 de agosto de 1939-Garsten, 10 de noviembre de 2020) fue un deportista austríaco que compitió en piragüismo en la modalidad de aguas tranquilas.
Participó en cuatro Juegos Olímpicos de Verano entre los años 1964 y 1976, obteniendo una medalla de bronce en México 1968 en la prueba de K2 1000 m. Ganó cuatro medallas en el Campeonato Mundial de Piragüismo entre los años 1966 y 1971, y una medalla en el Campeonato Europeo de Piragüismo de 1967.

## Palmarés internacional
| Juegos Olímpicos   | Juegos Olímpicos          | Juegos Olímpicos  | Juegos Olímpicos |
| Año                | Lugar                     | Medalla           | Competición      |
| ------------------ | ------------------------- | ----------------- | ---------------- |
| 1968               | Ciudad de México (México) | Medalla de bronce | K2 1000 m        |
| Campeonato Mundial |                           |                   |                  |
| Año                | Lugar                     | Medalla           | Competición      |
| 1966               | Berlín Oriental (RDA)     | Medalla de plata  | K4 1000 m        |
| 1970               | Copenhague (Dinamarca)    | Medalla de bronce | K2 500 m         |
| 1970               | Copenhague (Dinamarca)    | Medalla de oro    | K2 1000 m        |
| 1971               | Belgrado (Yugoslavia)     | Medalla de plata  | K2 1000 m        |
| Campeonato Europeo |                           |                   |                  |
| Año                | Lugar                     | Medalla           | Competición      |
| 1967               | Duisburgo (RFA)           | Medalla de bronce | K4 10 000 m      |